# ساروجا (فیلم ۲۰۰۸)
ساروجا (به انگلیسی: Saroja) فیلمی هندی محصول سال ۲۰۰۸ و به کارگردانی ونکات پرابو است. در این فیلم بازیگرانی همچون شیوا، پریمجی، وایبناو، وگا تاموتیا، جایارام، پراکاش راج، سامپات راج، نیکیتا تاکرال، بوس ونکات، کجال آگاروال، دوادارشینی، رانجیتا و رادیکا ساراتکومار ایفای نقش کرده‌اند.